# Iwan Mieżłauk
Iwan Iwanowicz Mieżłauk (ros. Ива́н Ива́нович Межлаук, łot. Jānis Mežlauks ur. 12 października 1891 w Charkowie, zm. 26 kwietnia 1938) – radziecki wojskowy i działacz partyjny.

## Życiorys
Urodzony w rodzinie łotewskiego szlachcica mieszkającego w Charkowie, w 1912 skończył Wydział Historyczno-Filologiczny Uniwersytetu Charkowskiego, a w 1916 Wydział Prawny tego uniwersytetu, pracował jako nauczyciel, w 1917 był członkiem Rady Charkowskiej i Briańskiego Komitetu Rewolucyjnego. Od stycznia do marca 1918 komisarz sprawiedliwości Doniecko-Krzyworoskiej Republiki Radzieckiej i przewodniczący Doniecko-Krzyworoskiego Trybunału Rewolucyjnego, między lutym a marcem 1918 p.o. przewodniczącego charkowskiego gubernialnego sztabu walki z kontrrewolucją, od marca do maja 1918 w Armii Czerwonej, od marca 1918 członek RKP(b), od maja 1918 sekretarz Rady Kazańskiej, komisarz wojskowy batalionu, od czerwca 1918 komisarz wojskowy guberni kazańskiej, od sierpnia 1918 komendant Kazania, od 21 sierpnia do 21 grudnia 1918 komisarz Nadwołżańskiego Okręgu Wojskowego, od października 1918 przewodniczący Kazańskiego Tymczasowego Obywatelskiego Gubernialnego Komitetu Rewolucyjnego. Od 21 grudnia 1918 do 15 maja 1919 szef Centralnego Zarządu Zaopatrzenia Armii Czerwonej, od 24 kwietnia 1919 członek Ludowego Komisariatu Żywności RFSRR, od 25 maja do 28 czerwca 1919 członek Rady Wojskowo-Rewolucyjnej 7 Armii, od 28 czerwca do 15 grudnia 1919 ponownie szef Centralnego Zarządu Zaopatrzenia Armii Czerwonej, od lutego do maja 1920 komisarz Kolei Jekaterynosławskiej. Od 25 czerwca do 10 października 1920 członek Rady Wojskowo-Rewolucyjnej 4 Armii, między październikiem a listopadem 1920 komendant i komisarz wojskowy Czarnomorskiego Rejonu Ufortyfikowanego (Front Południowy), w 1921 dyrektor zakładu metalurgicznego w Jenakijewie, w latach 1921-1923 przewodniczący zarządu trustu "Jugostal", od lutego 1922 pełnomocnik Ludowego Komisariatu Komunikacji Drogowej na Kolejach Donieckich, w latach 1923-1924 przewodniczący Turkiestańskiego Komitetu Bawełnianego, w latach 1923-1926 członek Środkowoazjatyckiego Biura KC RKP(b)/WKP(b), od 16 marca 1923 do października 1924 członek KC Komunistycznej Partii (bolszewików) Turkiestanu. Od 13 października 1924 do 14 lutego 1925 członek Biura Organizacyjnego KP(b)T, od 19 lutego 1925 do 15 listopada 1927 członek KC KP(b)T, od 20 lutego 1925 do 18 marca 1926 I sekretarz KC KP(b)T, 1926-1928 kierownik Pododdziału Partyjnego KC WKP(b), 1928-1929 sekretarz odpowiedzialny tambowskiego okręgowego komitetu WKP(b), w latach 1929-1930 kierownik Centralno-Czarnoziemskiego Obwodowego Oddziału Handlu, w latach 1930-1933 członek Komisji Wypełnienia przy Radzie Komisarzy Ludowych ZSRR. Od 23 marca 1933 do maja 1936 sekretarz Rady Pracy i Obrony ZSRR i zastępca zarządzającego sprawami Rady Komisarzy Ludowych ZSRR, od 11 lutego 1934 do grudnia 1937 członek Komisji Kontroli Radzieckiej przy Radzie Komisarzy Ludowych ZSRR, od 21 maja 1936 do grudnia 1937 przewodniczący Komitetu ds. Szkół Wyższych przy Radzie Komisarzy Ludowych ZSRR.
4 grudnia 1937 aresztowany, następnie skazany na śmierć i rozstrzelany. 4 kwietnia 1956 pośmiertnie zrehabilitowany.